# Летен дъжд
„Летен дъжд“ е български документален филм от 1988 година на режисьора Милан Огнянов.

## Актьорски състав
Не е налична информация за актьорския състав.